# Marcos Figueroa
Marcos Figueroa, né le 18 janvier 1990 à Rosario en Argentine, est un footballeur argentin. Il évolue au poste d'attaquant avec le club du CA Temperley.

## Biographie
Il joue un match en Copa Sudamericana avec les Argentinos Juniors.